# Волинь (поїзд)
«Волинь» — скасований фірмовий пасажирський поїзд Укрзалізниці (нічний швидкий) сполученням Ковель — Москва — Ковель. Востаннє вирушив з Ковеля 17 травня 2019 року.

## Історія
З 1972 року з Ковельського залізничного вокзалу вперше вирушив за межі державного кордону потяг сполученням Ковель — Москва. Ця подія стала початком розбудови Ковельського залізничного вузла.
До травня 2012 року потяг № 78/77 Ковель-Москва здійснював рейс через станції: Ківерці, Луцьк, Рівне, Здолбунів-Пас, Шепетівка-1, Бердичів, Козятин-Пас, Київ-Пас. і т. д. У зв'язку з роботами на залізничному коридорі Київ — Козятин — Шепетівка — Здолбунів — Львів до ЄВРО-2012, потяг «Волинь» змінив маршрут слідування і, замість стоянок у Полонному, Чуднові-Волинському, Бердичеві і Козятині зупинявся у Новограді-Волинському і Коростені. Такий маршрут дав можливість зекономити певний час.
У зв'язку з низькою населеністю поїзда (не більше 50% при видачі 6-ти вагонів) поїзд курсував як двогрупний з поїздом № 74/73 «Верховина» Львів — Москва на відтинку Київ — Москва. З 18 травня 2019 року скасований.

## Інформація про курсування
Потяг знаходився у курсуванні цілорічно, щоденно. Вирушав зі станції Ковель-Пасажирський під № 78 о 8:25. На станцію Київ-Пасажирський потяг прибував о 19:18, а вирушав о 19:52. Прибував на станцію Москва-Київська о 10:50. Таким чином, час у дорозі становив 26 год 35 хв.
Зворотно, із Москви вирушав під № 73 о 15:57. На станції Київ-Пасажирський потяг стояв 36 хвилин (04:04—04:40), а до Ковеля прибував о 15:15. Загальний час прямування з Москви до Ковеля становив 23 год 18 хв.
На шляху здійснював стоянки на станціях: Рожище, Ківерці (зміна напряму руху), Луцьк (зміна напряму руху), Ківерці, Рівне, Здолбунів, Острог, Кривин, Славута-1, Шепетівка-1, Новоград-Волинський, Коростень-Пз, Київ-Пас, Ніжин, Бахмач-Пас, Конотоп-Пас, Кролевець, Терещенська, Хутір Михайлівський. Брянськ.

## Схема потяга
Потяг складався із 6 пасажирських вагонів другого класу комфортності: 
- 5 плацкартних;

- 1 купейних вагонів.

На маршруті курсувало три склади поїзда формування пасажирського вагонного депо Ковель (ЛВЧД-14).

## Посилання

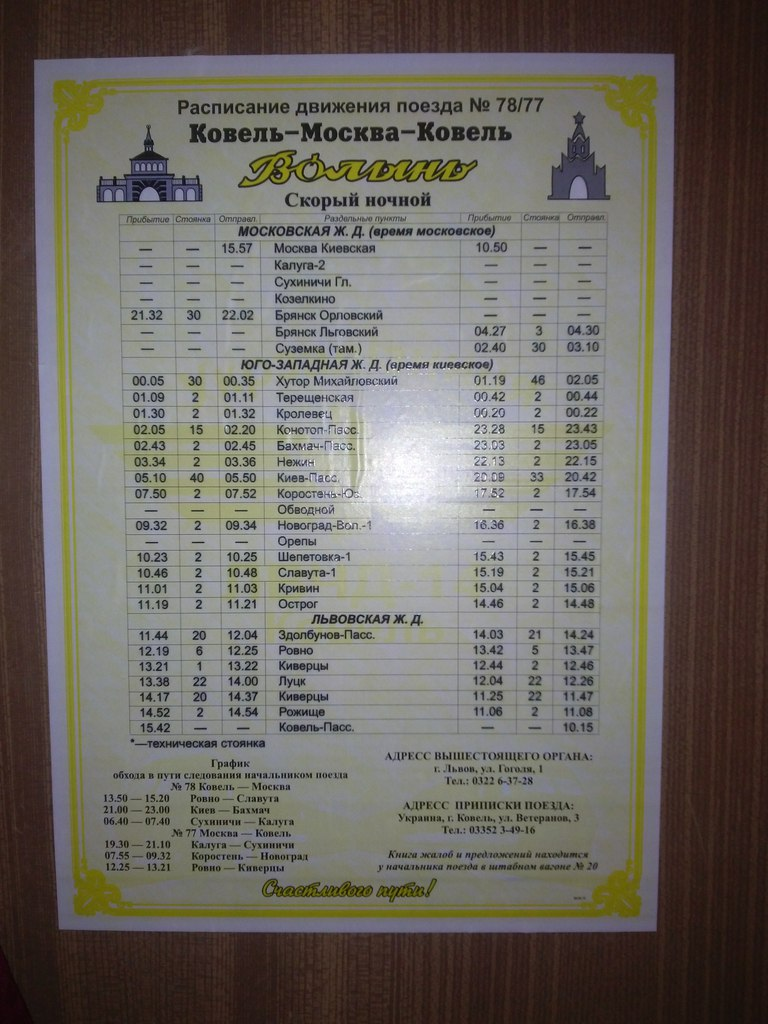
Розклад руху поїзда № 78/77 «Волинь» Ковель-Москва, можливі зміни (2015)